# 刘延祚
刘延祚，晚唐五代十国时期军阀义昌军节度使刘守文之子。909年其父被叔父刘守光所擒后，他试图守城防御刘守光攻打。
刘延祚的祖父刘仁恭先于乾宁二年（895年）夺取与义昌军相邻的大军镇卢龙军，五年（898年）派刘守文占领义昌军，以刘守文为留后。天祐四年（907年），刘守光推翻刘仁恭并软禁之，夺取卢龙。刘守文闻讯，攻打刘守光，兄弟间交战数年。
开平三年（909年）五月，刘守文被刘守光部将元行钦在战斗中生擒。刘守光软禁刘守文，试图进军夺取义昌。义昌军节度判官吕兖、孙鹤推刘延祚为刘守文继任者，试图据守义昌军部沧州。刘守光久攻沧州不下，把刘守文带到前线展示，但沧州仍然固守。城中粮尽，百姓吃粘土，军士吃人，驴马也互相吃尾巴，甚至体弱的百姓也被军队所吃。四年（910年）正月，刘延祚投降。刘守光派儿子刘继威到义昌军代刘延祚，将刘延祚及其将佐带回卢龙军部幽州。刘守光族诛吕兖而释放孙鹤。刘延祚的父亲刘守文被继续软禁一阵后被刘守光密令杀害。
刘延祚后也被刘守光所害。但又有记载，后晋开运三年（946年）九月，契丹辖下瀛州刺史刘延祚在辽太宗授意下写信给后晋乐寿监军王峦，诈称举城投降后晋。王峦与天雄军节度使兼中书令杜威都认为可趁机取瀛州、莫州，枢密使冯玉、李崧也信以为真，准备发兵迎刘延祚和在七月曾诈称愿意来降的卢龙节度使赵延寿。十月，晋出帝以杜威为北面行营都招讨使，发兵瀛州。十一月，杜威到瀛州，城门洞开有如空城，杜威不敢进城，听闻契丹将高谟翰先前秘密引兵出城，派马军都排陈使梁汉璋率二千骑追杀，梁汉璋在南阳务遇到契丹军，败死。杜威闻讯南返。契丹大举南侵，十二月，杜威、权知幽州行府事李守贞、前锋彰德节度使张彦泽等率大军投降，契丹遂灭后晋。未知史书有误或为同名同姓二人。
另后蜀也有同名同姓之将领，见剑门之战。